# BMW F800 R
La BMW F800 R (scritto anche BMW F 800 R) è una motocicletta stradale naked prodotta dalla casa motociclistica tedesca BMW Motorrad a partire dal 2009. 
Si basa sul progetto della serie F800, con la quale condivide soluzioni tecniche e parti meccaniche, adottate anche dalla F800S, F800 GS, F650 GS, F800 ST e F800 GT.

## Descrizione
Il suo propulsore bicilindrico in linea da 798 cm³ eroga una potenza di 86 CV. Esso viene gestito da un cambio a sei rapporti ad innesti frontali. 
Nel febbraio 2015, la BMW ha lanciato una versione aggiornata della F 800 R apportando le seguenti modifiche:
- i fari dalla forma più simmetrica;
- la forcella rovesciata e le pinze dei freni a doppio disco sono ora montate radialmente;
- il manubrio è stato modificato, presentando una diversa forma più lineare;
- l'altezza della sella è stata ridotta e le pedane sono state spostate in avanti;
- modifica al motore con le prime due marce che sono più corte e che eroga 3 CV in più.